# Nimravinae
Hoplophoneinae · Nimravinés
Sous-famille
Synonymes
- Hoplophoneinae

Les Nimravinae (Nimravinés) sont une sous-famille fossile de mammifères carnivores de la famille des Nimravidae. Cette famille a un synonyme Hoplophoneinae.

## Répartition
Les espèces, de l'Éocène jusqu’à la fin du Miocène, étaient présentes en Amérique du Nord, en Europe et en Asie,.

## Liste des genres
- Dinaelurus Eaton, 1922 †
- Dinailurictis Helbing, 1922 †
- Dinictis Leidy, 1854 †
- Eofelis Kretzoi, 1938 †
- Nimravus Cope, 1879 †
- Pogonodon Cope, 1880 †
- Quercylurus Ginsburg, 1979 †